# Río Acmariu
El río Acmariu (en rumano: Râul Acmariu; en húngaro: Akmár-patak) es un río de Rumania, un afluente del río Mureş, a su vez, afluente del río Tisza y este del río Danubio.

## Localidades que atraviesa
| - Acmariu |

## Principales afluentes

### Afluentes por la derecha
| - Río Valea Băieşilor |